# Vikaren (dokumentarfilm)
|  | Denne artikel er oprettet af botten Steenthbot ud fra en ekstern database. Den kan derfor have sproglige fejl eller mangler. Denne skabelon kan fjernes efter kontrol af indholdet. |

 For alternative betydninger, se Vikaren. (Se også artikler, som begynder med Vikaren)
Vikaren er en dansk undervisningsfilm fra 1977 instrueret af Werner Hedman.

## Handling
Film til anvendelse i trafikundervisning for børn. Introduktion til tidkundskab for 5. klasse.